# Pediasia ledereri
Pediasia ledereri là một loài bướm đêm trong họ Crambidae.